# Джордж Акерлоф

Джордж Артър Акерлоф (на английски: George Arthur Akerlof) е американски икономист и Кошланд професор по икономика в Калифорнийския университет, Бъркли.
Известен е със статията си „Пазар за лимони: несигурност на качеството и пазарен механизъм“, публикувана в Quarterly Journal of Economics през 1970 г., в която идентифицира някои сериозни проблеми, които засягат пазарите, характеризирани от асиметрична информация. Тази публикация му носи Нобелова награда за икономика през 2001 г. („Лимони“ се наричат в САЩ дефектните нови коли).

## Биография
Роден е на 17 юни 1940 г. в Ню хейвън, САЩ. Получава бакалавърска степен в Йелския университет, а през 1966 г. – докторска степен в Масачусетският технологичен институт.
Идеите му са повлияни от теориите на Робърт Солоу, американски икономист, удостоен с Нобелова награда за икономика през 1987 г., „за приноса му към теорията на икономическия растеж“.
През 2000 г. Акерлоф и неговата сътрудничка Рейчъл Крантон от Университета Дюк въвеждат социална идентичност в официален, икономически анализ, създавайки по този начин областта на Идентичната икономика. Въз основа на социалната психология и много области извън икономиката, Акерлоф и Крантон твърдят, че лицата нямат преференции само върху различните стоки и услуги. Те също се придържат към социалните норми за това как различни хора трябва да се държат. Нормите са свързани със социалните идентичности на човека. Тези идеи за първи път се появяват в статията „Икономика и идентичност“, публикувана в „Тримесечното списание за икономика“ (Quarterly Journal of Economics) през 2000 година.
През 2001 г. получава Нобелова награда за икономика, заедно с Майкъл Спенс и Джоузеф Щиглиц, „за техния анализ на пазари с информационна асиметрия“.